# Hansta naturreservat

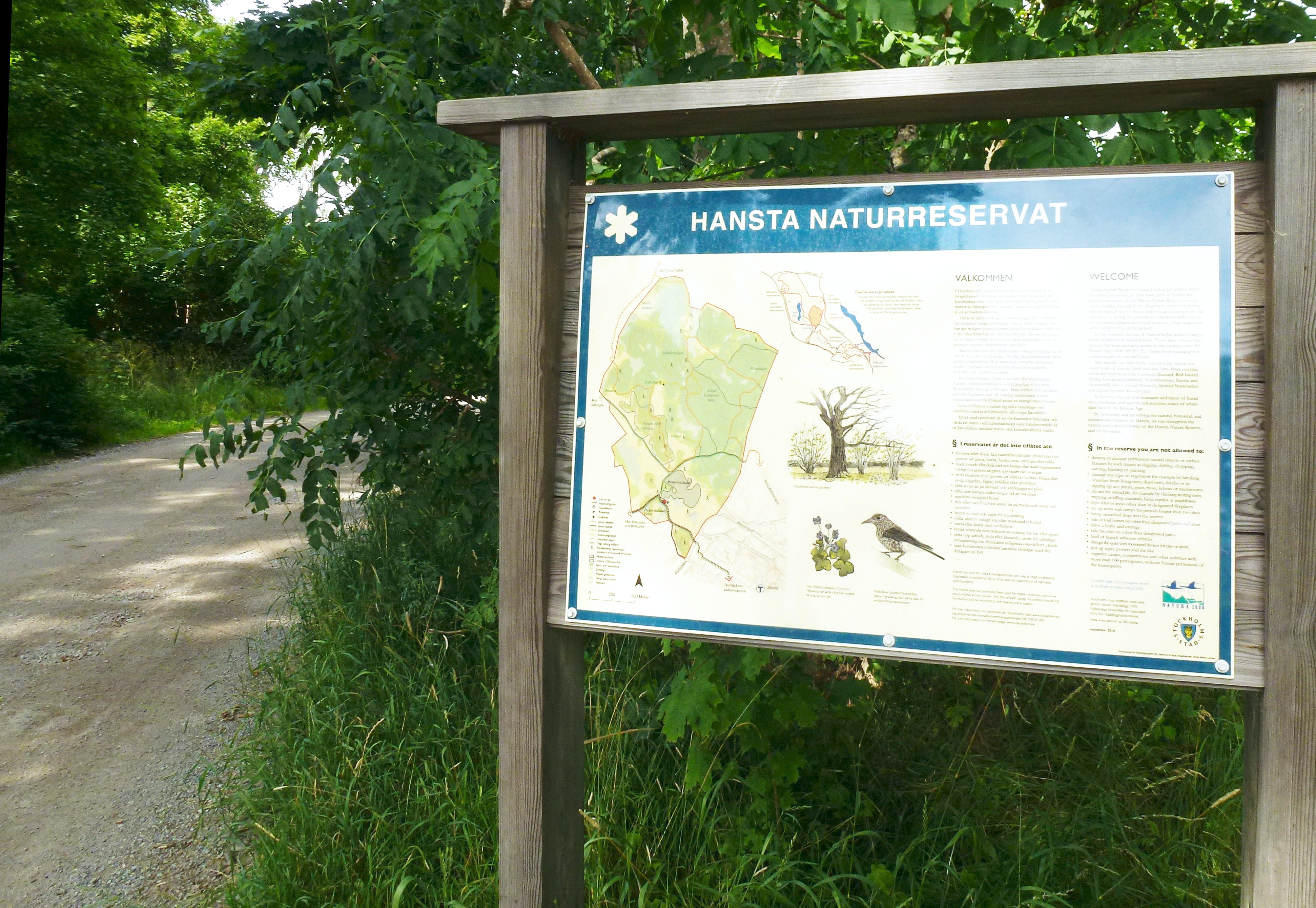
Reservatsskylt vid gamla häradsvägen intill Hägerstalunds gård.

Hansta naturreservat (även Hanstaskogen) är ett naturreservat med ett Natura 2000-område i Spånga socken i Stockholms kommun i Uppland (Stockholms län). Reservatet ligger i stadsdelen Hansta, Stockholms nordligaste del. Reservatet, som har en yta av cirka 270 hektar bildades 1999. Mot nordväst angränsar Järvafältets naturreservat och mot sydost Igelbäckens naturreservat. Hansta naturreservat är en del av Järva kilstråk. Syftet med reservatet är "att för framtiden bibehålla och vårda ett natur- och kulturlandskap samt friluftsområde så att Järvafältets samlade natur- och kulturkvaliteter stärks".

## Historik
Området för dagens naturreservat är till stor del mark som hörde till Hägerstalunds gårds ägor. 
Sedan 1960-talet gjordes upprepade försök att bebygga trakten med bostadshus och centrumanläggning. På grund av protester skrinlades samtliga planer. En person som engagerade sig i kampanjen "Rädda Hansta" var Astrid Lindgren, efter henne uppkallades ett 55 meter högt berg inne i reservatet med en minnessten som restes i maj 1989 (se Astrid Lindgrens berg). År 1982 köpte Stockholms stad området av Sollentuna och i december 1999 bildades Hansta naturreservat. När gränserna för reservatet drogs hamnade Järva motorbana (även kallad Barkarby motorstadion) innanför, vilket vållat motsättningar mellan motorklubben och Naturvårdsverket. För närvarande (2013) är banans framtid oviss.

## Natur och kultur
Reservatet är rik på fornfynd som gravfält, boplatser, skålgropar och stensträngar. Området är ett för Stockholmstrakten ovanligt omfattande och ålderdomligt odlingslandskap, som kan följas från bronsåldern fram till 1950-talet. I Hansta finns ett system av stensträngar med en sammanlagd längd på cirka 600 meter och utgör därmed Stockholms största stensträngsområde. Skogsmarken är varierad. En stor del består av hällmarker omgiven av gammal naturskog med grova träd och fallna stammar. I öster har skogen karaktär av lättillgänglig friluftsskog. I sydväst ligger ett Natura 2000-område. Längst i söder återfinns Hägerstalunds gård med dess askalléer, park- och dammanläggningar. I gårdsbyggnaden finns sedan 1987  ett värdshus.

## Vandringsleder
Genom Hansta naturreservat sträcker sig vandringsleden Järvaleden och naturstigen Hanstaleden, som ger goda förbindelser med övriga Järvafältet. Inom området finns Hansta kulturstig med åtta informationsskyltar som berättar om bland annat Hansta gård, gravfält, stensträngar, torpen Solhyllan och Ekåsen, som hörde till  Hägerstalunds gård samt runstenarna U 73 och U 72. Genom reservatets södra del passerar den gamla häradsvägen som är skriftligt belagd sedan medeltiden men troligen har anor ända från järnåldern. Vägen knöt bland annat ihop Järfälla kyrka med Sollentuna kyrka.

## Bilder

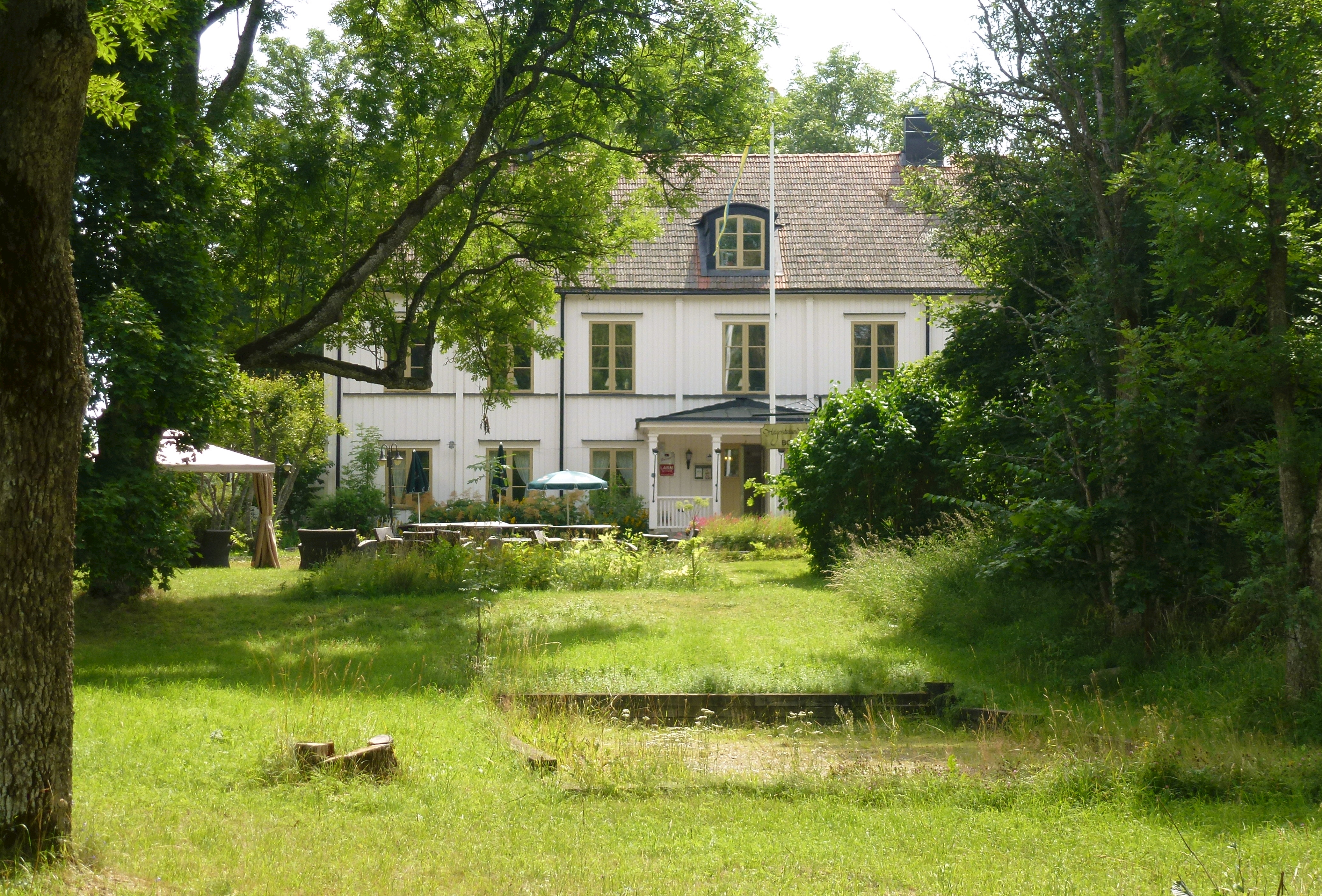
Hägerstalunds gård
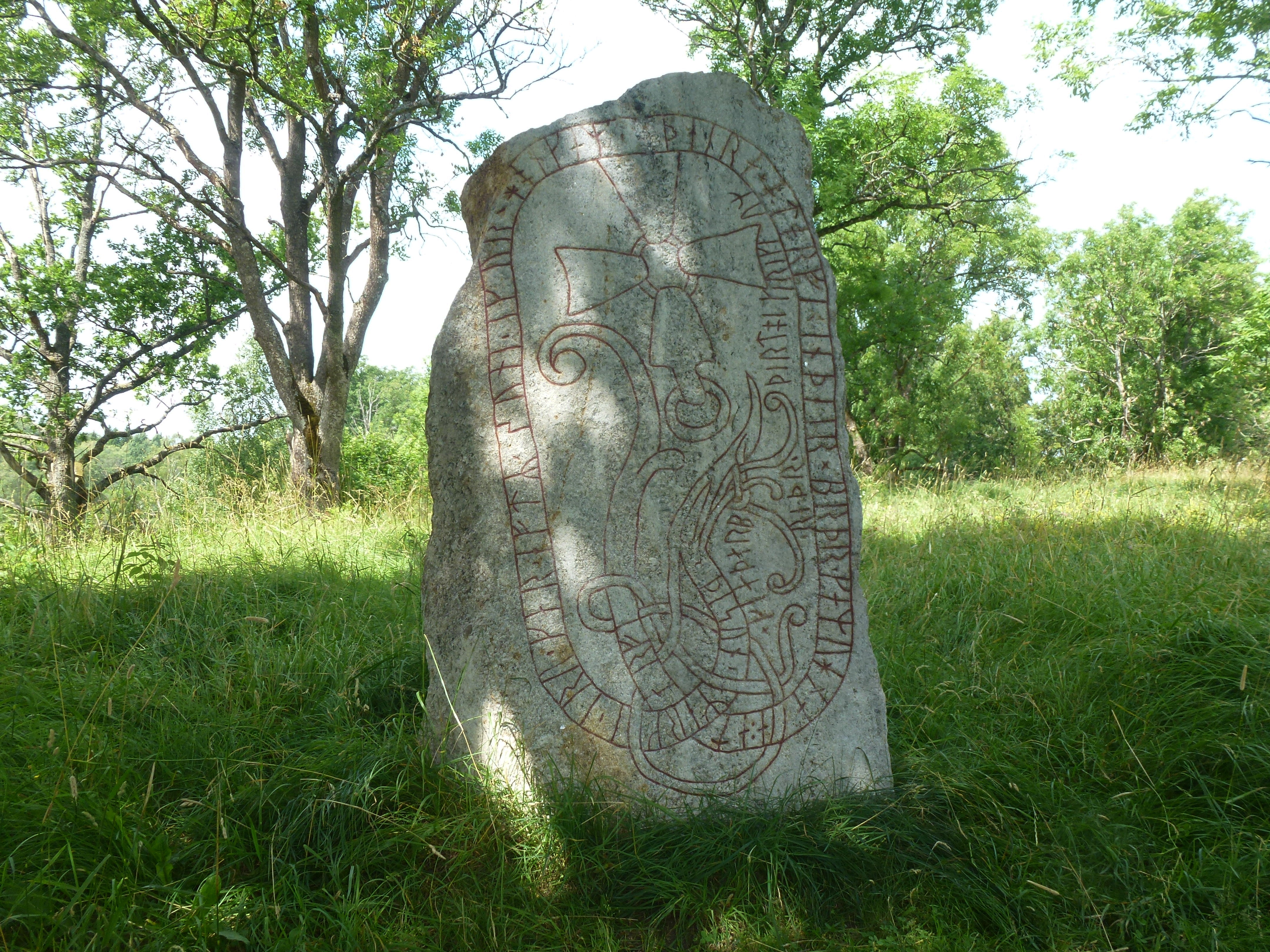
Upplands runinskrifter 73
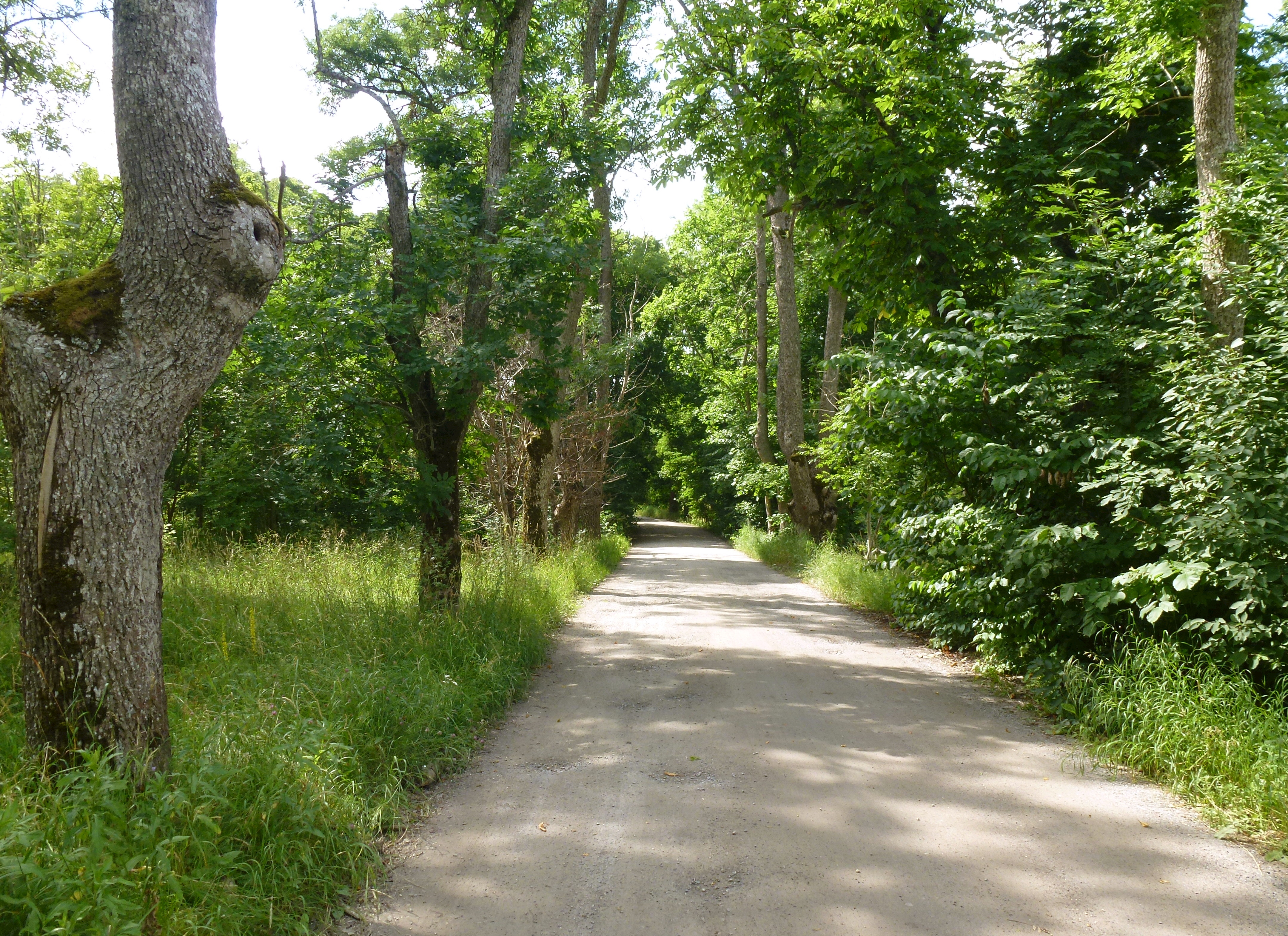
Gamla häradsvägen
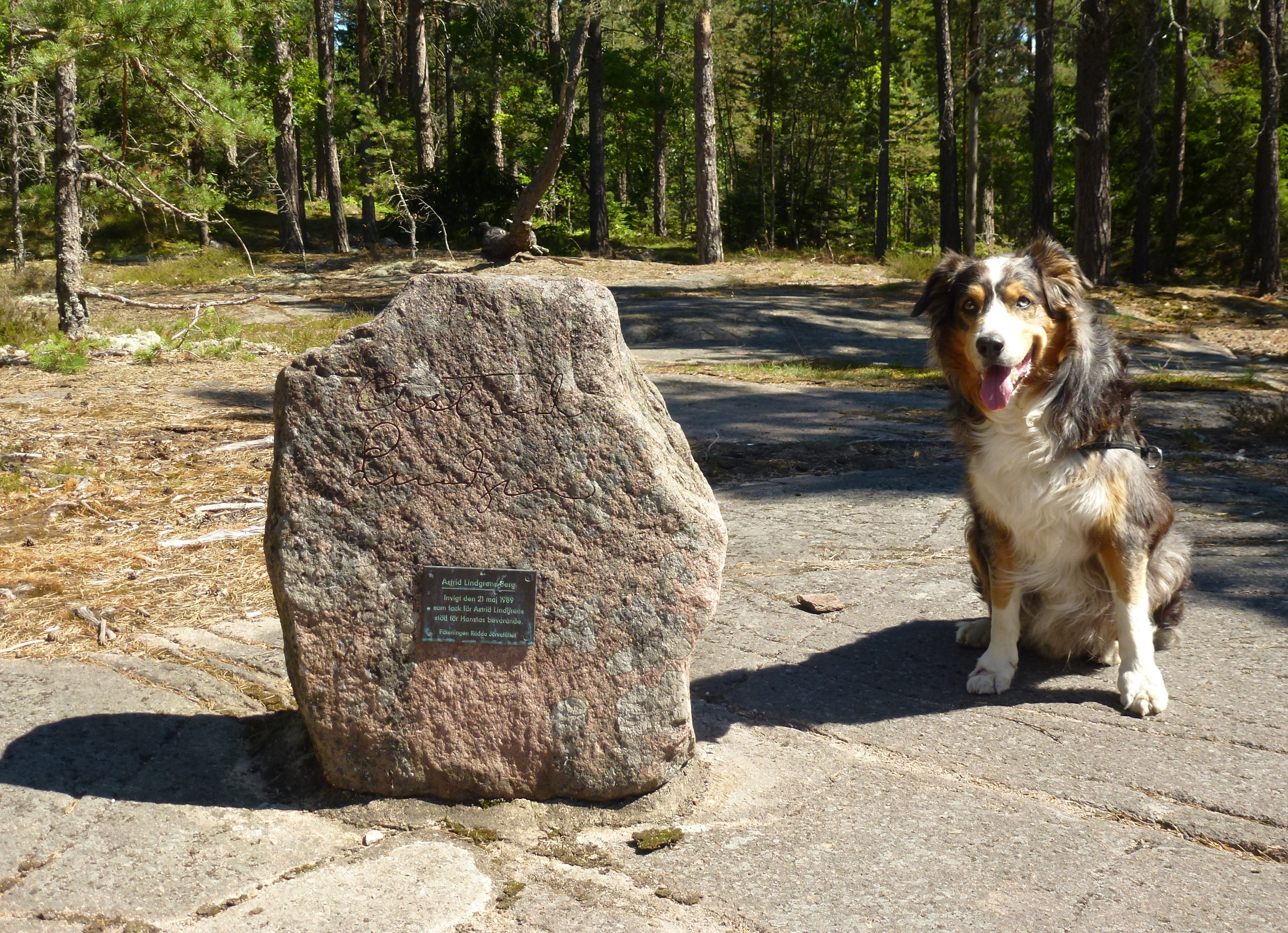
Minnessten Astrid Lindgrens berg
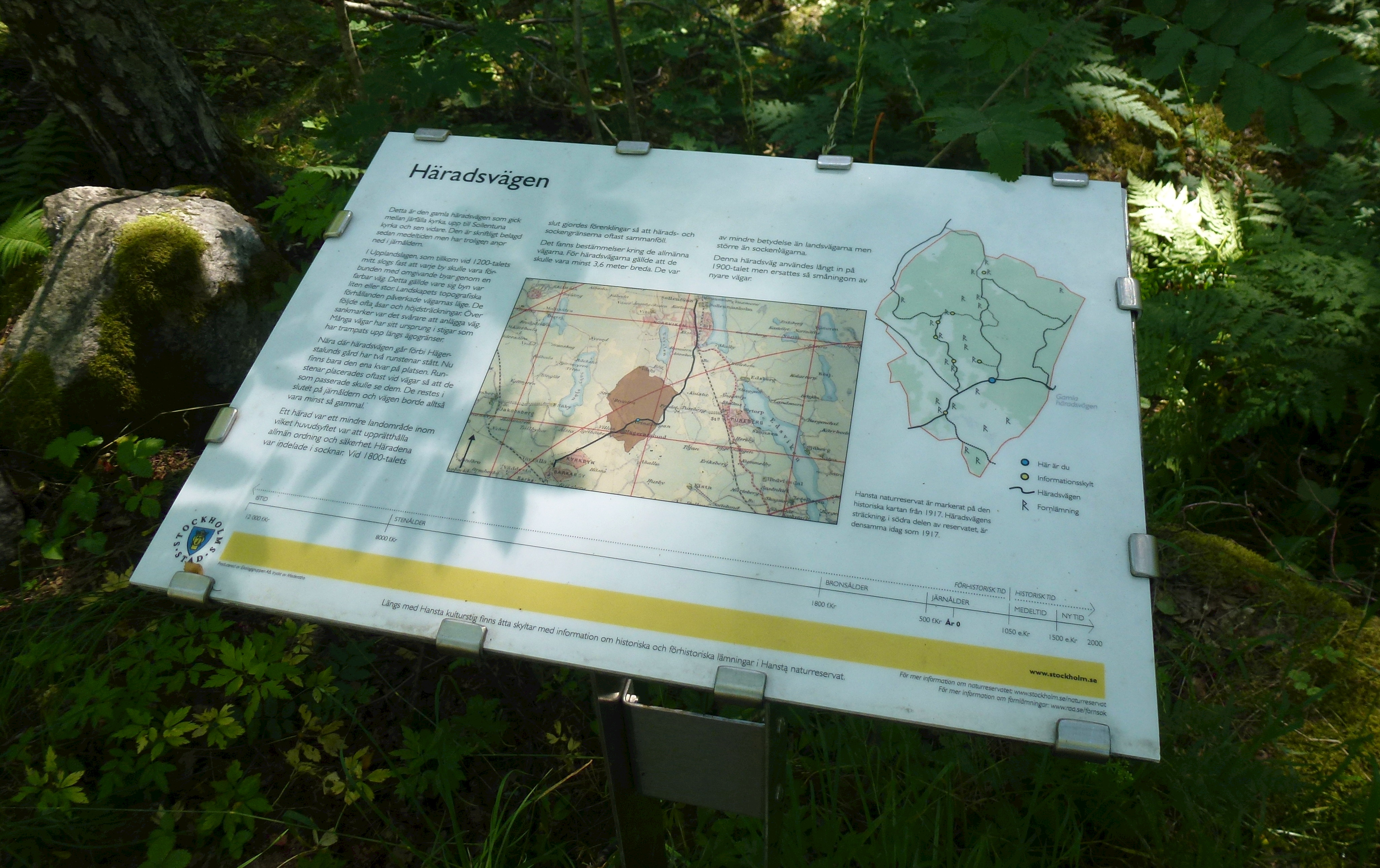
En av informationstavlorna längs Hansta kulturstig
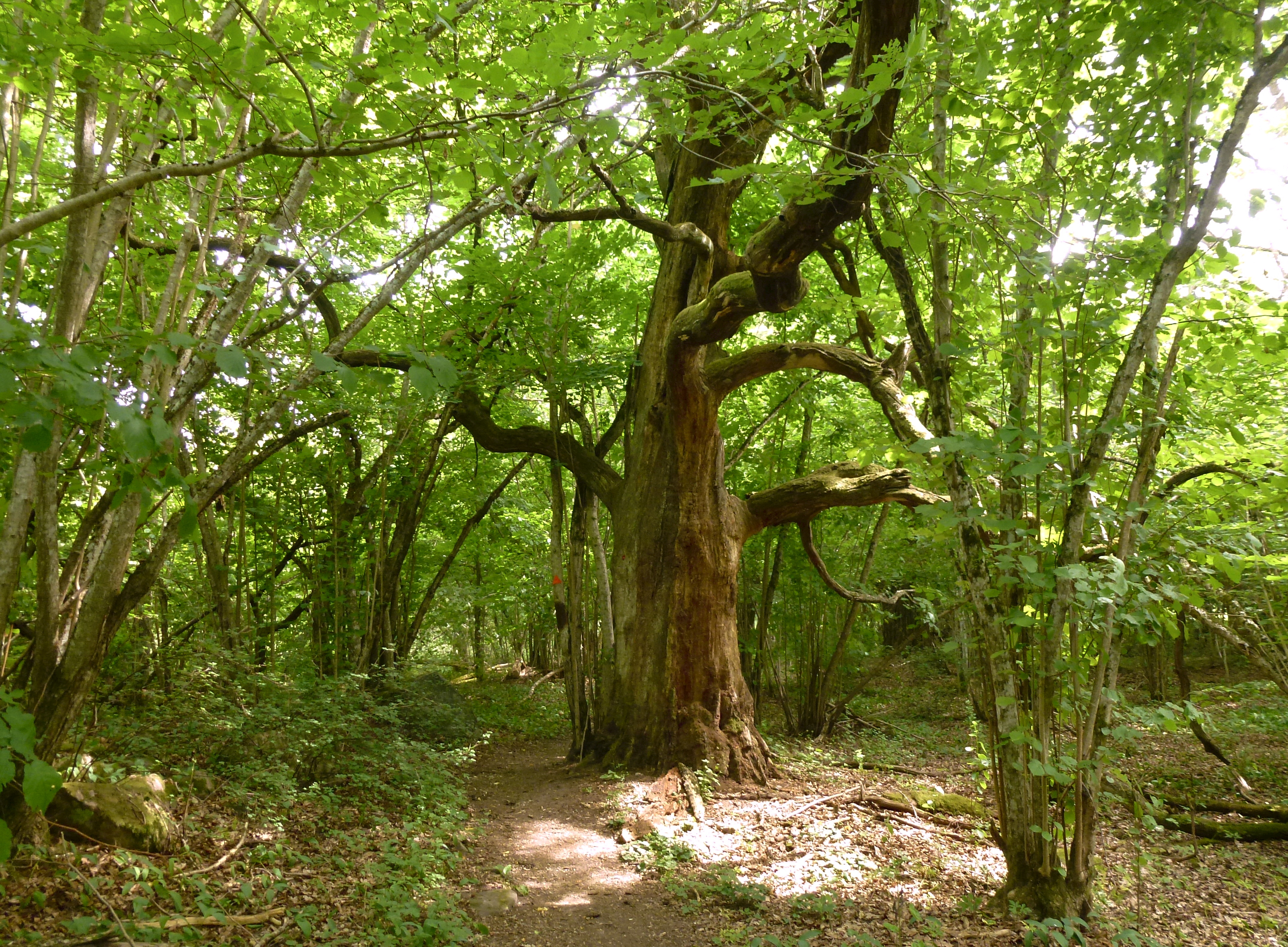
I Natura 2000-området
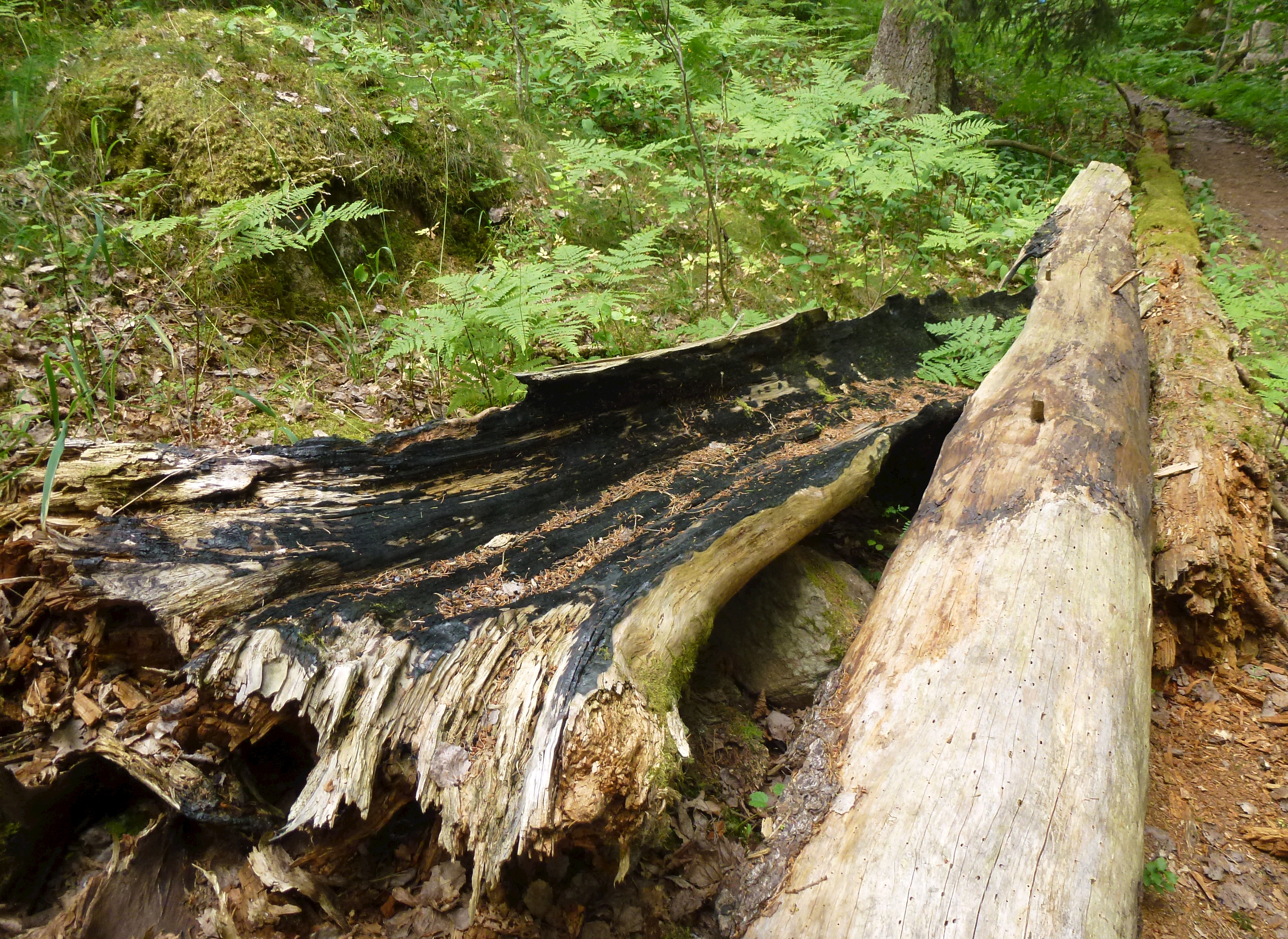
Fallna och brända stammar
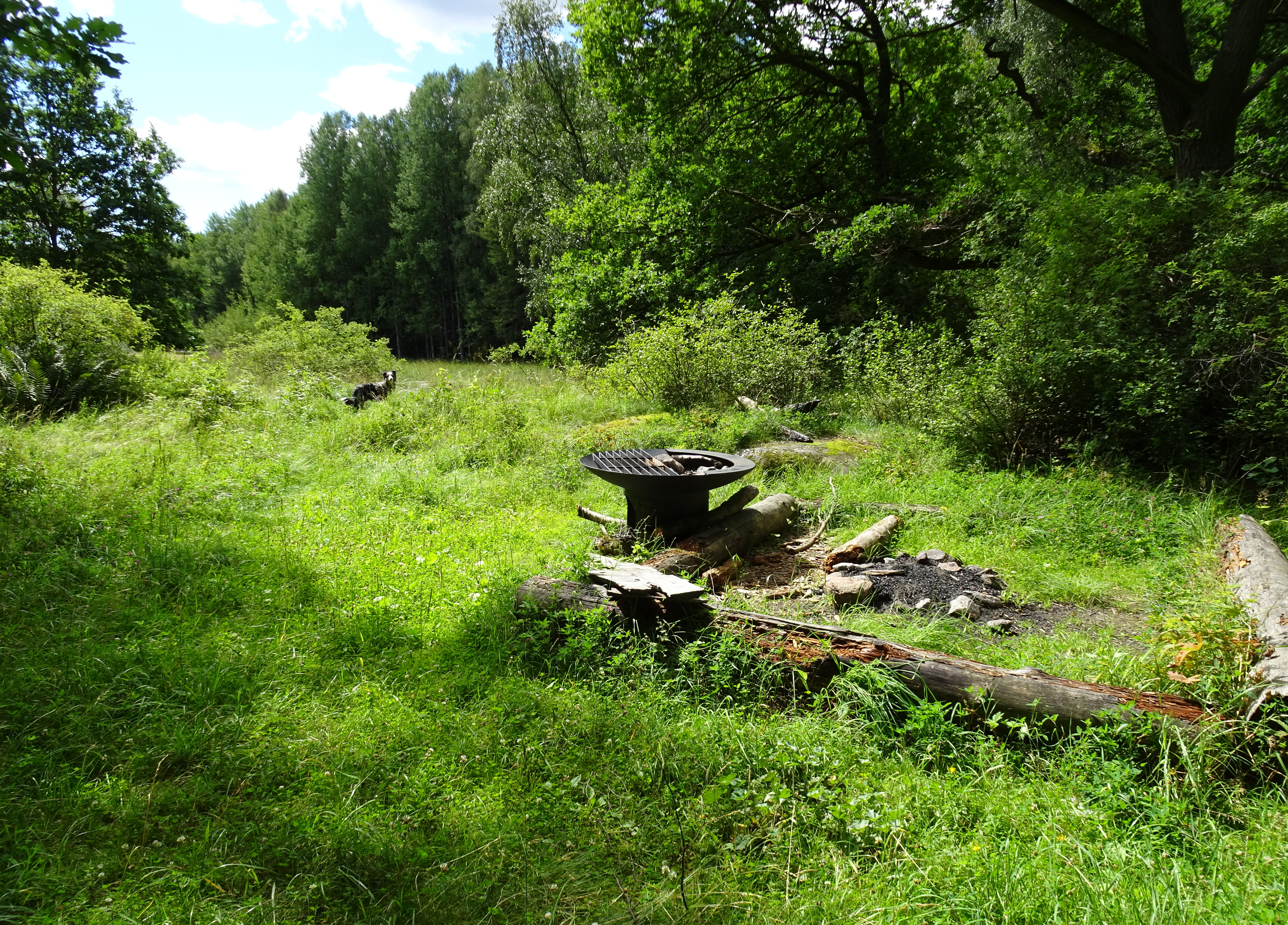
Rast- och grillplats vid Solhyllan

## Förbifart Stockholm
I sydöstra delen av reservatet planeras Förbifart Stockholm som kommer att dels gå i tunnel och dels i ytläge. Det aktuella området som Stockholms stadsbyggnadskontor föreslår att staden bör upphäva som naturreservat omfattar totalt cirka 11 hektar, vilket motsvarar cirka 4 procent av naturreservatets hela yta. Som kompensation föreslås bland annat återställning av området för motocrossbanan (Järva motorbana) till attraktivt entréområde för reservatet och upprustning av Hägerstalunds gårds trädgård.